# Cistus
Cistus är ett släkte av solvändeväxter. Cistus ingår i familjen solvändeväxter.
Släktet Halimium är nära bessläktat. 

## Dottertaxa tillCistus (25 botaniska arter och hybridarter), i alfabetisk ordning[1]
- Cistus  x akamantis (= Cistus monspeliensis x Cistus parviflorus x Cistus salviifolius)
- Cistus x argenteus
- Cistus albidus   syn.: Cistus vulgaris, Cistus tomentosus, Cistus seiceus, Cistus pascalis
- Cistus asper
- Cistus x banaresii
- Cistus x bornetianus
- Cistus x cebennensis
- Cistus chinamadensis
- Cistus clusii
- Cistus x conradiae
- Cistus creticus  syn.: Cistus incanus, Cistus villosus, Cistus riphienensis,Cistus polymorphus, Cistus ponticus
- Cistus crispus  syn.: Cistus gougerotae
- Cistus x crispatus (= Cistus creticus x Cistus crispus)
- Cistus x curvativus
- Cistus x cyprius
- Cistus x dansereaui
- Cistus x daveauanus
- Cistus dyonisii ?
- Cistus x fernandesiae  (= Cistus crispus x Cistus ladanifer)
- Cistus x florentinus  syn.: Cistus debeauxii
- Cistus x gardianus
- Cistus grancanariae
- Cistus heterocalyx  (=Cistus libanotis x Cistus monspeliensis)
- Cistus heterophyllus
- Cistus x hetieri
- Cistus horrens
- Cistus x hybridus
- Cistus inflatus  syn.: Cistus hirsutus
- Cistus x incanus (=Cistus albidus x Cistus crispus)  syn.: Cistus x novus
- Cistus ladanifer   syn.: Cistus palhinhae
- Cistus laurifolius
- Cistus x ledon
- Cistus x lenis (= Cistus parviflorus x Cistus sintenisii)
- Cistus libanotis
- Cistus x matritensis
- Cistus merinoi ?
- Cistus x microcymosus
- Cistus monspeliensis  syn.: Cistus feredjensis
- Cistus munbyi
- Cistus x neyrautii
- Cistus nigricens  ?
- Cistus x nigricans
- Cistus ocreatus
- Cistus x olivaceus
- Cistus osbeckiifolius
- Cistus x pageii
- Cistus palmensis
- Cistus parviflorus
- Cistus x pauranthus
- Cistus populifolius
- Cistus pouzolzii   syn.: Cistus varius
- Cistus x purpureus
- Cistus x ralletii
- Cistus x reghaiensis
- Cistus x rodiaei
- Cistus salviifolius  syn.: Cistus albereensis, Cistus macrocalyx, Cistus peduncularis
- Cistus x sammonsii
- Cistus sintenisii  syn.: Cistus albanicus
- Cistus x skanbergii
- Cistus souliei  ?
- Cistus x stenophyllus  syn.: Cistus x loretii
- Cistus x strigosus
- Cistus symphytifolius
- Cistus x timbalii
- Cistus umbellatus  syn.: Halimium umbellatum (som tillhör släktet "cistus" enligt ny molekylärgrnetuska studier)
- Cistus x ultraviolaceus
- Cistus x verguinii

## Bildgalleri

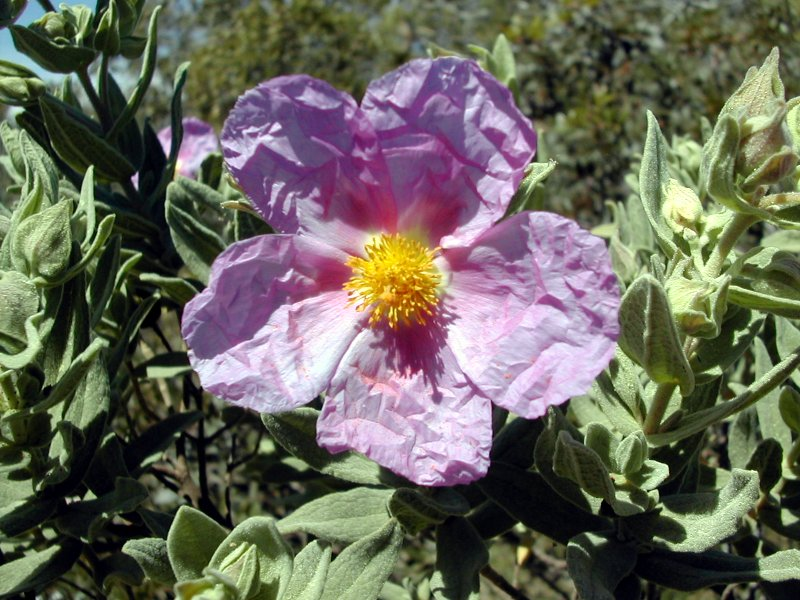
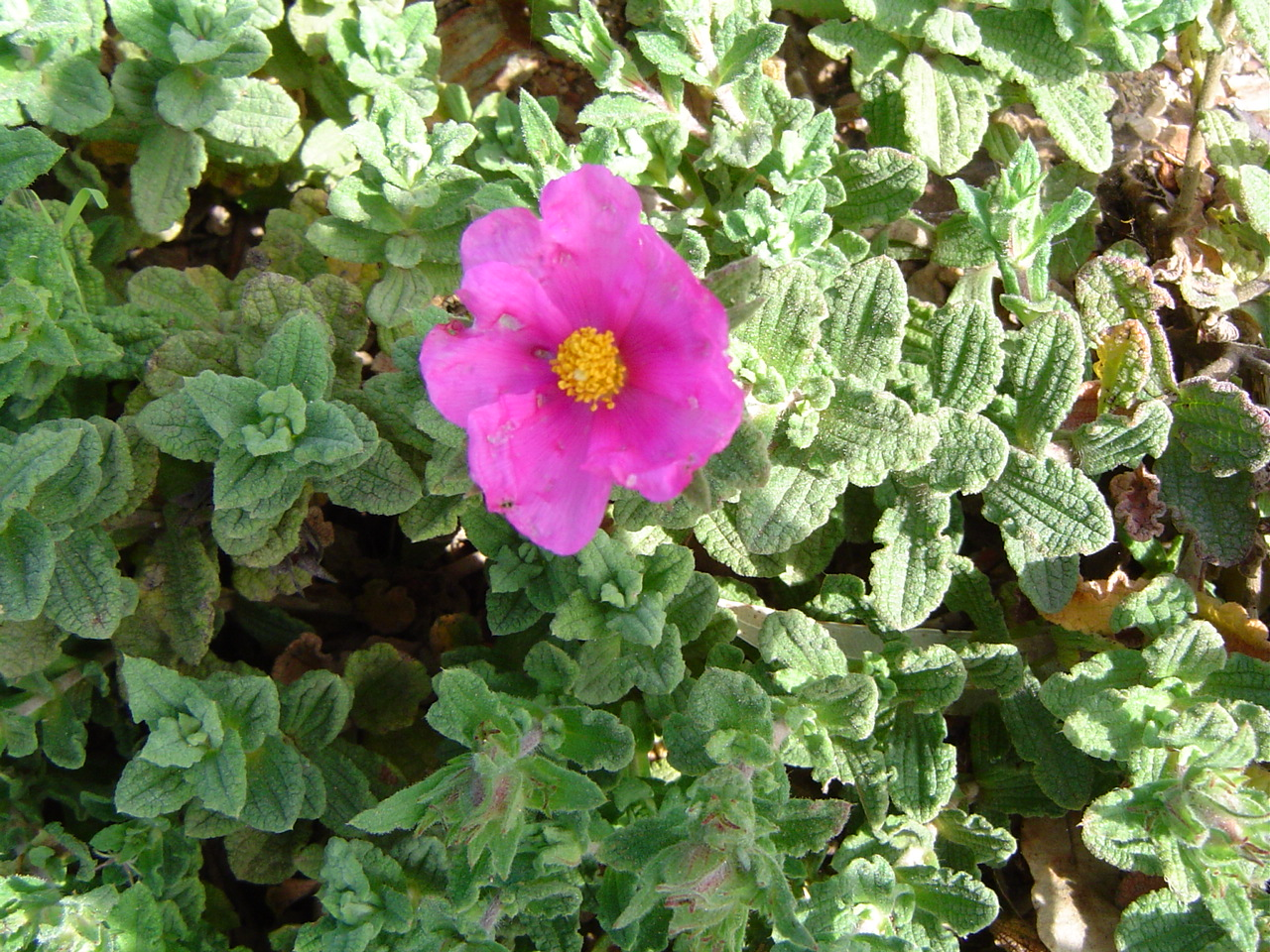
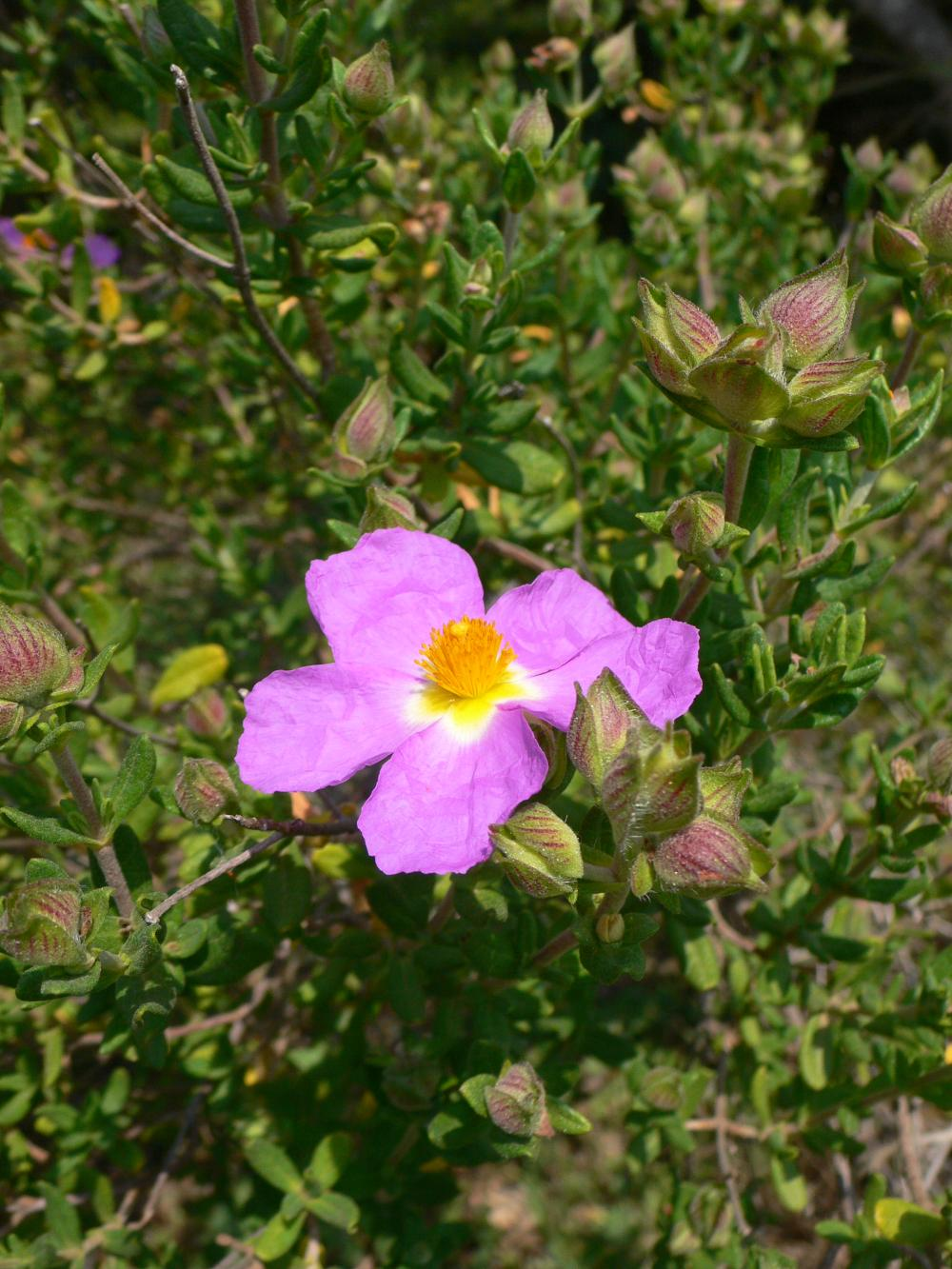
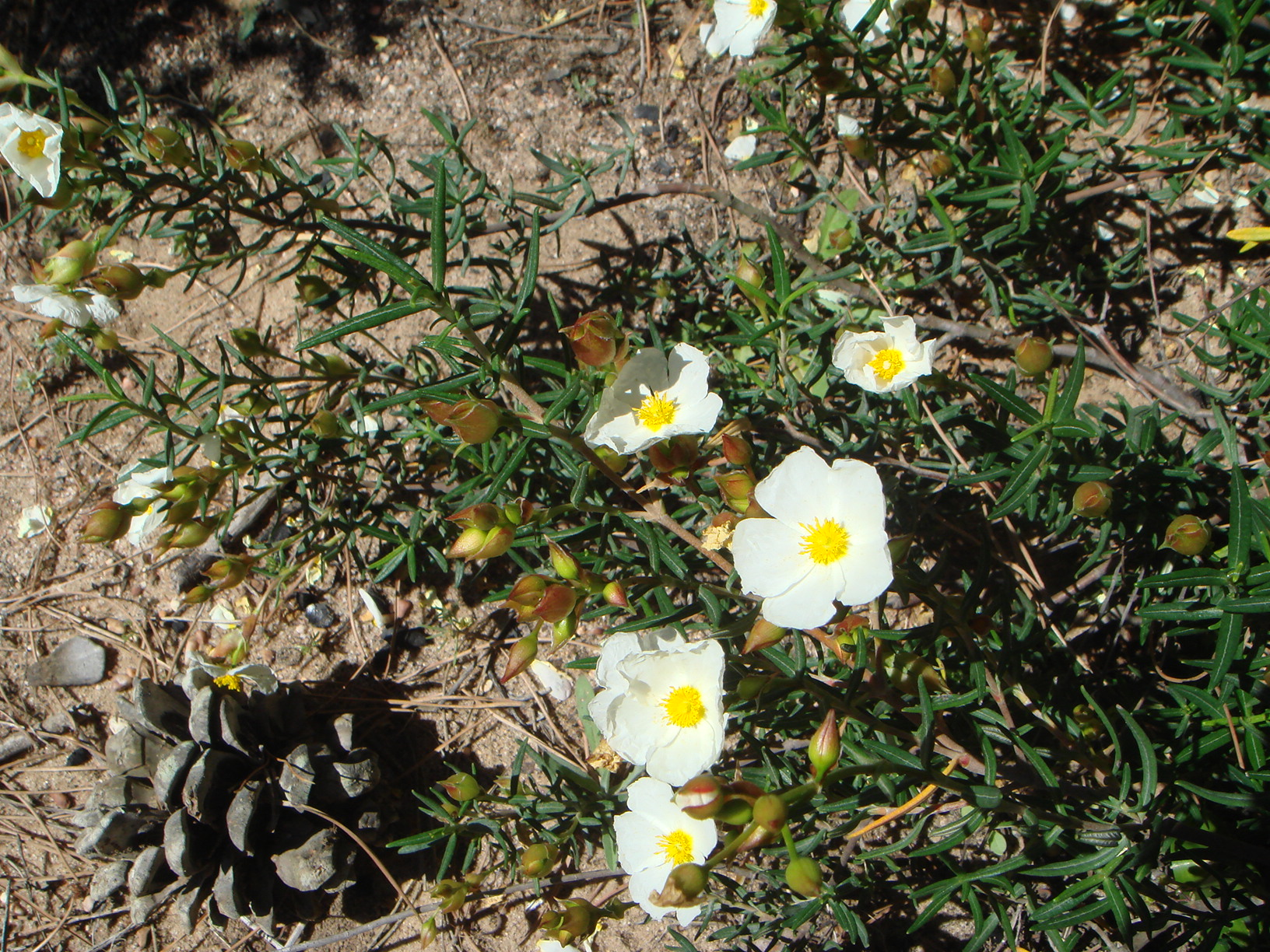
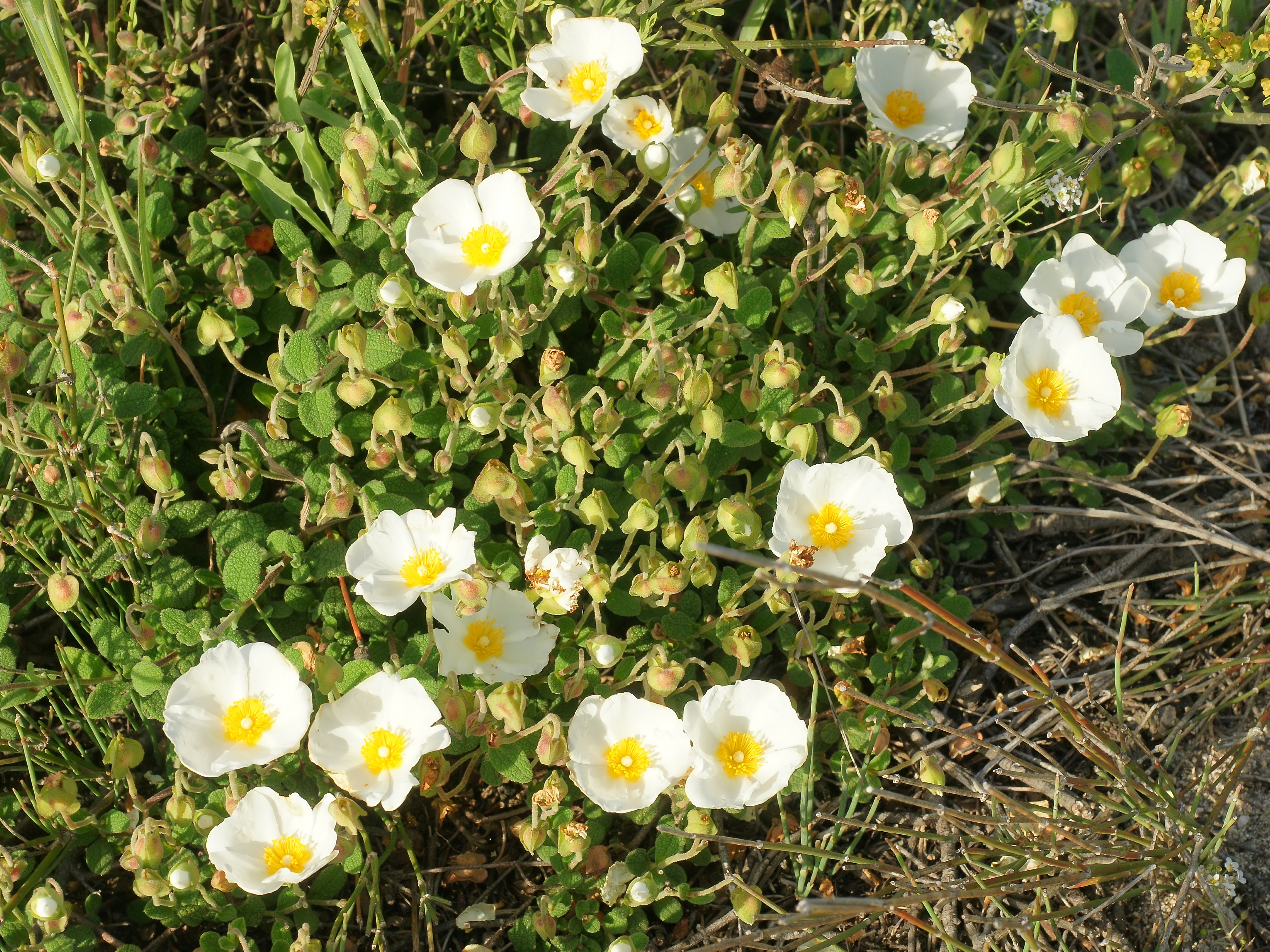
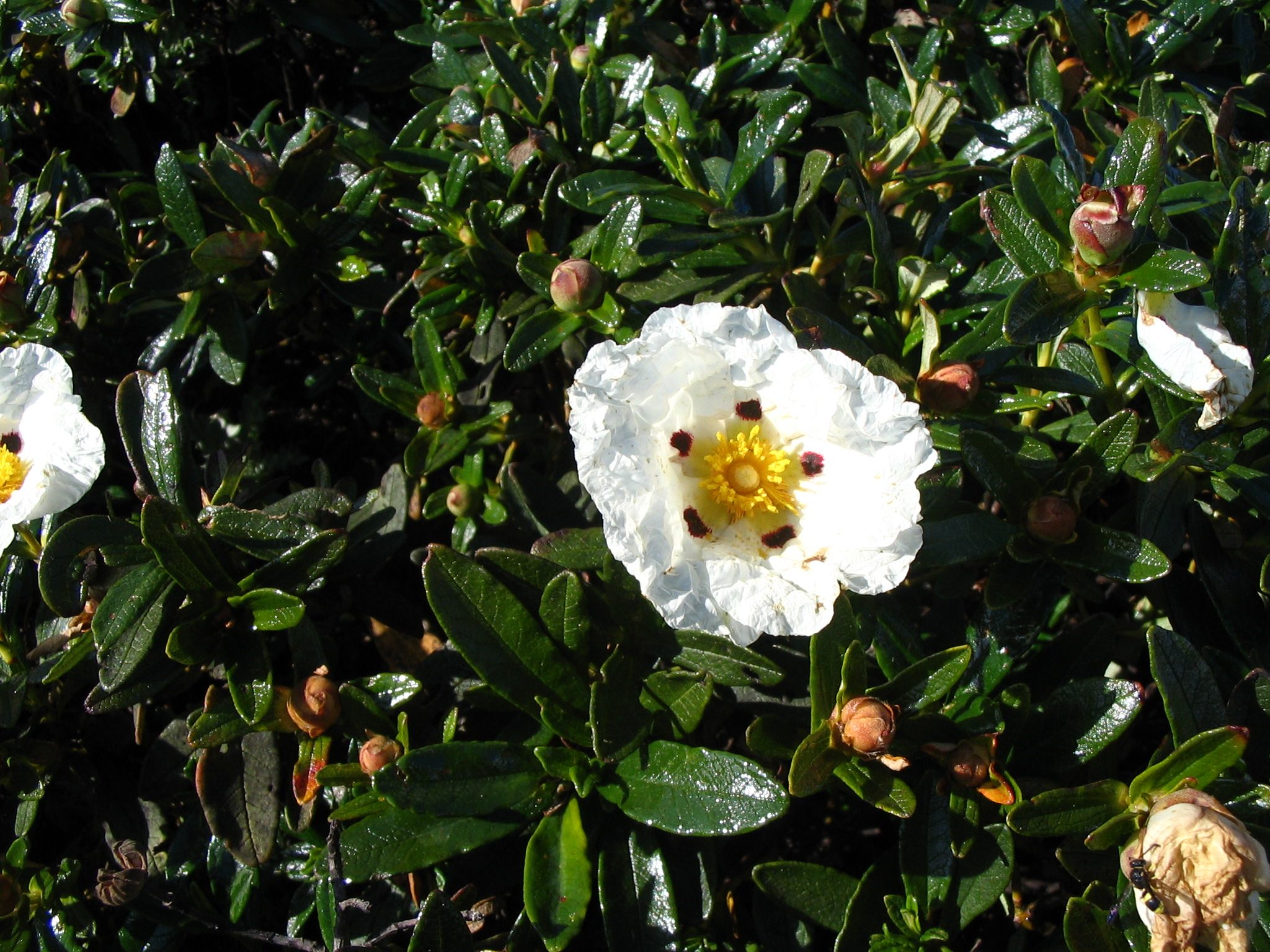